# GEDA
gEDA는 다음 두 가지를 말한다.
- GPL하에 발표된 전자 설계(EDA)에 사용되는 일련의 소프트웨어 응용 프로그램 (CAD 도구) 또는 이와 같은 gEDA는 ECAD (전자 CAD) 또는 EDA (전자 설계 자동화) 응용 소프트웨어를 가리킨다. gEDA는 집적 회로 설계에 강한 일렉트릭과 비교해서  주로 인쇄 회로 기판(PCB) 설계를 지향한다. 거버파일 제작 및 거버파일 뷰어 그리고 PCB레이아웃 프로그램등이 있으며 이러한 여러 gEDA 응용 프로그램은 집합적으로 "gEDA Suite"라고도한다.
- 한편 이러한 gEDA 툴킷을 개발하고 유지및 관리하는 자유 소프트웨어 / 오픈 소스 개발자들의 협력 커뮤니티를 가리킨다. 개발자는 gEDA 메일링리스트를 통해 매년 "Google Summer of Code"이벤트에 단일 프로젝트로 참여했다. 이 공동 작업은 종종 "gEDA 프로젝트"라고 불린다.

## 어원
gEDA에서 g는 GNU를 EDA는 전자 설계 자동화(Electronic Design Automation)를 상징한다.

## PCB 레이아웃 프로그램

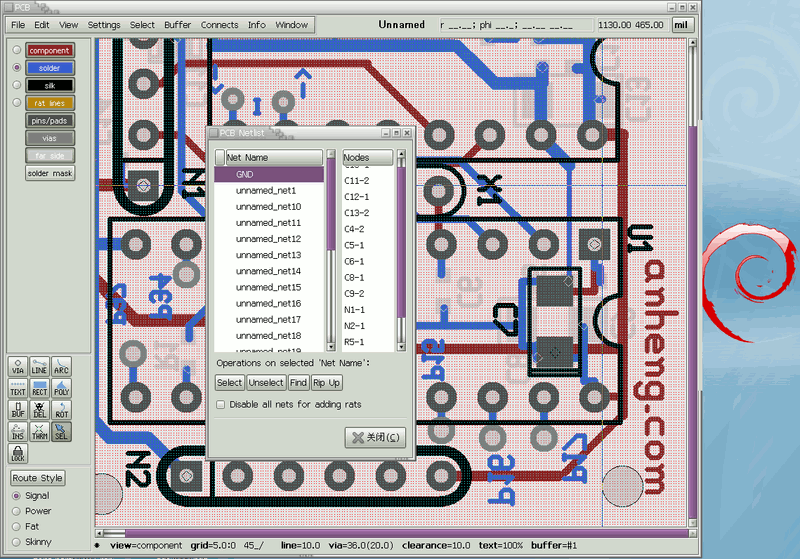
PCB 레이아웃 프로그램 - 'PCB'

gEDA프로젝트에서는 PCB를 설계할 수 있는 라이브러리를 포함하는 CAD프로그램인 'PCB'를 배포하고 있다. PCB는 Unix, Linux, Windows 및 Mac 시스템용  인쇄 회로 기판 편집기이다. PCB는 래트 네스트 기능과 회로도 / 네트리스트 가져 오기, 디자인 규칙 검사를 포함하여 보드 제조 및 조립 과정에서 사용하기 위한 산업 표준 RS-274X (일명 '거버'), NC 드릴 및 센트로이드 데이터 (XY 데이터) 출력 파일을 제공할 수 있다. 포토 리얼리즘 및 디자인 검토 이미지를 잘 나타낸다. PCB는 레이아웃 시간을 획기적으로 단축 할 수 있는 오토 루프 및 트레이스 옵티 마이저와 같은 고급 기능을 제공한다. 커스텀 요구 사항을 위해 PCB는 새로운 기능을 삽입하고 GUI 내에서뿐 아니라 스크립트에서 그 기능을 사용하기위한 플러그인 API를 제공한다.

## 같이 보기
- 일렉트릭
- Fritzing
- 이글캐드